# ميشا هوسرمان
ميشا هوسرمان (بالإنجليزية: Mischa Hausserman؛ 31 أكتوبر 1941 – 30 أغسطس 2021) كانت ممثلة سينمائي وتلفزيونية أمريكية نمساوية المولد.

## وصلات خارجية
- ميشا هوسرمان على موقع IMDb (الإنجليزية)
- ميشا هوسرمان على موقع أول موفي (الإنجليزية)
- ميشا هوسرمان على موقع قاعدة بيانات الأفلام السويدية (السويدية)
- ميشا هوسرمان على موقع قاعدة بيانات الفيلم (الإنجليزية)